# Автобан A36 (Німеччина)
Федеральний автобан A36 (A36, нім. Bundesautobahn 36)  — німецький автобан, який проходить від Брауншвейга в Нижній Саксонії до Бернбурга (Заале) в Саксонії-Ангальт.
Він був створений 1 січня 2019 року з A395 (Брауншвейг — Фіненбург) і B6 (Фіненбург — Бернбург).

## Маршрут

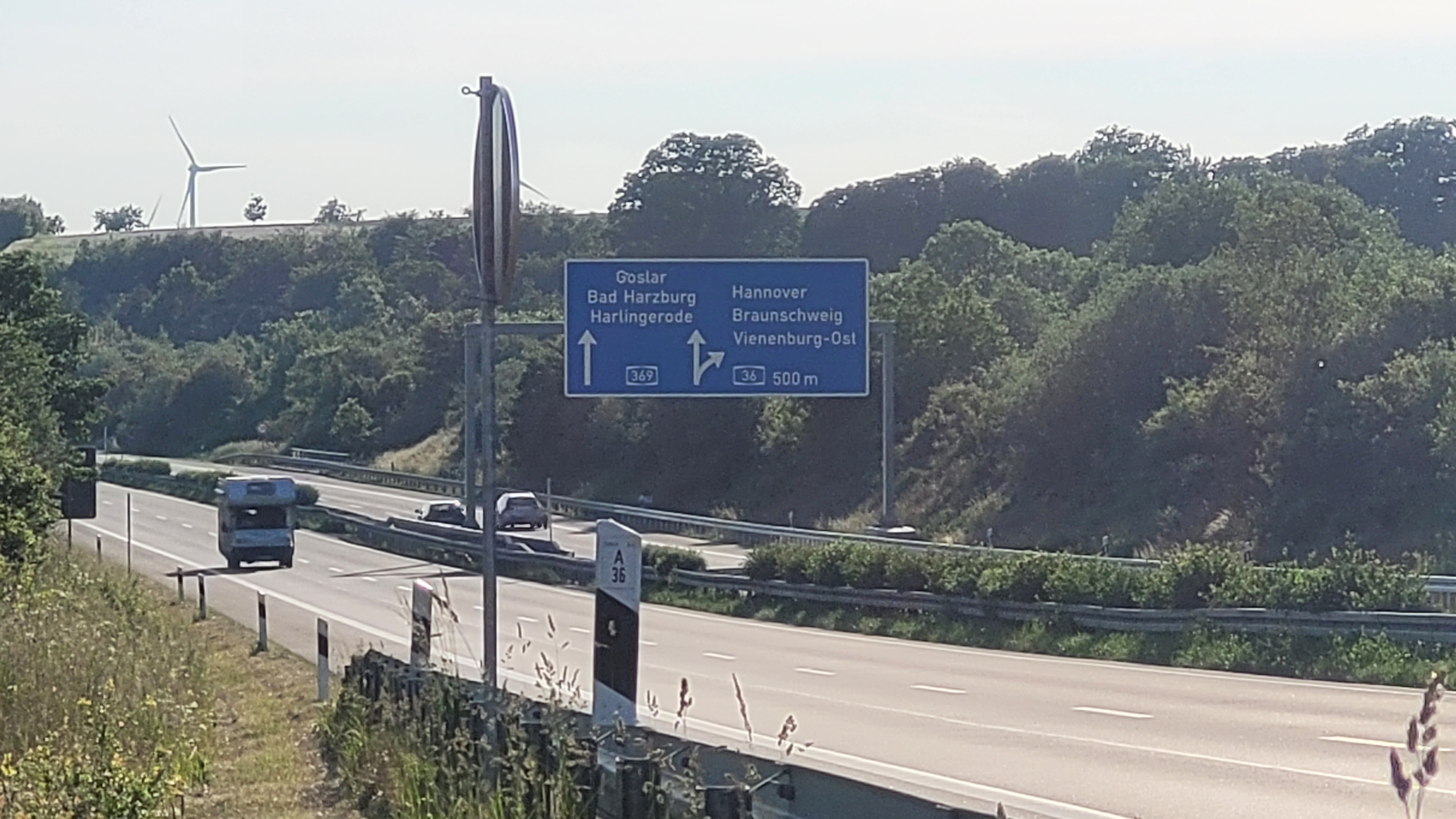
A36 поблизу Гослара на розв'язці автомагістралі Nordharz.

### Брауншвейг–Фіненбург
Траса федеральної автомагістралі 36 починається на розв'язці автомагістралей Брауншвейг-Південь в Брауншвейгському районі Гайдберг-Мелвероде. Однак A 36 не пов'язана безпосередньо з розв'язкою з A39, а починається приблизно за 200 метрів після напіврозв'язки Брауншвейг-Мелвероде. Між ними дорога має чотири смуги, і обидві смуги напрямків структурно розділені, щоб створити враження автостради, але вона не позначена відповідними знаками

### Фіненбург— Бернбург
Після кордону Саксонії-Ангальт A36 спочатку огинає Шіммервальд і веде за Аббенроде та Штапельбург через річку Ільзе повз Ільзенбург. Звідси відкривається особливо вражаючий вид на Брокен, найвищу гору в горах Гарц, тому завод Brockenblick PWC був названий на її честь. A 36 продовжується через північно-східну передову частину Гарца до Вернігероде і безпосередньо досягає вражаючого замку Регенштайн поблизу Бланкенбурга. Нарешті автобан пролягає повз гори Гарслебен і природний заповідник Штайнгольц до Кведлінбурга, повз Боде та Ашерслебен і після загальної відстані 119 кілометрів на захід від Бернбурга (Заале) досягає автобану 14 і федеральної траси 6.

## Історія
Ще до того, як у 2019 році перепрофілювали сьогоднішню A36, будівництво автомагістралі з таким же номером було заплановано у 20 столітті та відхилено у 1980-х роках. Завдяки своєму порівнянному маршруту відкинутий план A36 проходив на захід від Бад-Гарцбурга на північному краю гір Гарц. Побудована автомагістраль на схід від нього — сьогоднішня A36 — успадкувала свій номер від відкинутого плану.